# Idioma dunghutti
El idioma dhanggati (Dunghutti, Thangatti), anteriormente conocido como Dyangadi (Djangadi), es la extinta lengua aborigen australiana hablada una vez por los Djangadi del Valle de Macleay y las tierras altas circundantes de la Gran Cordillera Divisoria en Nueva Gales del Sur. Hay un programa en curso de reactivación del lenguaje. Ngaagu (Ngaku) y Burgadi (Burrgati) probablemente eran dialectos. Los tres juntos han sido llamados el lenguaje de Macleay Valley.
Ceremonial designado compartido entre las tribus circundantes, es decir: Anaiwan, Gumbagerri e incluidas las tribus de más al oeste desde Armidale hasta el norte en Tenderfield, Nueva Gales del Sur y las tribus del sur, como las tribus alrededor de Nowendoc, sureste de Nueva Gales del Sur.
Anaiwan Country hizo concesiones con las tribus circundantes para el uso de un sitio ceremonial que la 'Universidad de Nueva Inglaterra' ahora se encuentra en la 'casa Booloominbah' (construida en 1888) cuando el entonces asentamiento colonial Armidale se estaba convirtiendo en una importante ruta comercial y penal. colonia que albergaba una cárcel en los primeros tiempos del colonialismo y una ruta más al oeste hacia las 'llanuras occidentales'. También fue un impedimento para que grandes grupos de nativos se reunieran, por lo que sus lugares de mayor importancia espiritual fueron simplemente reemplazados por lugares aborígenes de "controles y equilibrios" a las formas del imperialismo blanco de "mantener las cosas bajo control".
El sitio de este importante lugar ceremonial fue la ceremonia de la "Danza Cuadrada Original" realizada por sacerdotes tribales. Ancianos del pasado refiriéndose a las mesetas de 'Nueva Inglaterra' como "Ser demasiado frío". Los grupos que rodeaban las áreas de Armidale se fusionaron con las tribus costeras y compartieron una de las muchas ceremonias. El nombre tribal Dhunghutti para Dios... Espíritu Creador era 'Woorparow Yo Wa' (pronunciado Woo-PA-Ra Yo-Wa) también conocido como 'Bhiamie'. El significado ceremonial y el propósito de la "Danza cuadrada original" no se pierde en la historia. La ceremonia está ambientada en un país "alto" cerca del cielo.

## Historia
Dhanggati continuó hablándose durante la década de 1960. Su supervivencia hasta bien entrado el siglo XX se remonta a los campos de trabajo de hombres de Bellbrook y Lower Creek que escaparon del control social mientras limpiaban la tierra para los propietarios en el extremo occidental del valle. Dhanggati era el idioma de los campamentos y de la vida laboral, lejos de la presión de cambiar al inglés en las misiones y pueblos.
En 1925 en Kempsey Showground, James Linwood se dirigió en Dhanggati a una reunión de la Asociación Progresista Aborigen Australiana, para protestar por las acciones de la Junta de Protección de Aborígenes.

## Atestiguación
En comparación con muchos idiomas de Nueva Gales del Sur, Dhanggati tiene una rica colección de fuentes históricas, desde registros escritos de finales del siglo XIX y principios del XX hasta grabaciones de los últimos hablantes en las décadas de 1960 y 1970. Estos registros forman la base para el renacimiento del lenguaje, porque podemos extraer la información gramatical sobre sonidos, palabras, construcción de palabras y construcción de oraciones que contienen.
Los nombres de lugares Dhanggati en Macleay, los que están actualmente en uso, p. Montaña Yarrahappinni (una corrupción de yarra yabani koala rodando)

## Clasificación
Solo por criterios lingüísticos, parece que Dhanggati está más estrechamente relacionado con Anaiwan (Nganyawana) y Yugambal en Tablelands que cualquier otro idioma. Había al menos dos dialectos, Dhanggati y Buurrgati, este último está asociado con la región alrededor de Macksville.

## Situación social
Los aborígenes eran multilingües y hablaban tanto los idiomas de sus vecinos como los suyos propios. Existen importantes relaciones sociales entre los pueblos Dhanggati, Gumbaynggirr y Biripi, incluido un conjunto compartido de secciones matrimoniales, que también es una característica de la vida cultural de Anaiwan.

## Gramática
Dhanggati tiene un alófono inusual "rótico fricitivizado" del trino o toque cuando ocurre entre vocales, como en "mirri" y "yarri".
Dhanggati tiene estrategias de construcción de palabras complejas que incluyen sufijos flexivos y derivativos en sustantivos, adjetivos, demostrativos y pronombres. Los pronombres incluyen número singular, dual y plural y varios casos. Hay al menos dos clases de verbos basados en la transitividad, con patrones complejos de construcción de palabras para expresar tiempo, aspecto, modo y para derivar otros verbos y formas nominales.

## Programa de avivamiento
Dhanggati se enseña en dos escuelas en NSW Mid North Coast. El programa de idiomas es actualmente parte del plan de estudios en Dalaigur Pre School y Green Hill Public, ambos en Kempsey. El programa comenzó alrededor de 2000 y ahora se basa en recursos educativos recién creados y en el Diccionario de idiomas Dhanggati.
El programa ve a los ancianos trabajando con el personal de la escuela y el departamento de educación para permitir que los niños locales se conecten con el país y fortalezcan su identidad y cultura.